# Сон літньої ночі (вірш)
«Сон літньої ночі» — вірш Лесі Українки. Датується 1892 року. Вперше надрукований у збірці «На крилах пісень», 1893 року. Попри назву, не пов'язаний з однойменною п'єсою Шекспіра. Присвячений Максиму Ставиському (Славинському), який співпрацював з Лесею в перекладанні творів Гейне.
Вірш описує захват від чудового сну, в якому приснилося щастя, та розчарування від дійсності, де немає і надії на щастя.